# 埃勒斯利 (馬里蘭州)
埃勒斯利（英語：Ellerslie）是位於美國馬里蘭州亞利加尼縣的一個普查規定居民點。

## 人口
根據2020年美國人口普查的數據，埃勒斯利的面積為2.46平方千米，當中陸地面積為2.39平方千米，而水域面積為0.07平方千米。當地共有人口651人，而人口密度為每平方千米264.63人。